# Squadra sudafricana di Coppa Davis
La squadra sudafricana di Coppa Davis rappresenta il Sudafrica nella Coppa Davis, ed è posta sotto l'egida della South African Tennis Association.
La squadra partecipa alla competizione dal 1913, e attualmente è inclusa nel Gruppo II della zona Euro-Africana.

Vanta un successo nella manifestazione: nel 1974 infatti, dopo aver sconfitto in semifinale a Johannesburg l'Italia per 4-1, avrebbe dovuto affrontare in casa l'India, ma quest'ultima si rifiutò a causa del boicottaggio e il Sudafrica vinse quindi a tavolino.

## Organico 2019
Vengono di seguito illustrati i convocati per ogni singolo turno della Coppa Davis 2019. A sinistra dei nomi la nazione affrontata e il risultato finale. Fra parentesi accanto ai nomi, il ranking del giocatore nel momento della disputa degli incontri (la "d" indica che il ranking corrisponde alla specialità del doppio).
| Gruppo I - Playoff | Gruppo I - Playoff                                                                |
| Bulgaria (4-1)     | Lloyd Harris (113) Ruan Roelofse (681) Raven Klaasen (8 d) Philip Henning (f.r.*) |
| ------------------ | --------------------------------------------------------------------------------- |

* f.r. = Fuori Ranking

## Risultati
= Incontro del Gruppo Mondiale

### 2010-2019
| Anno | Turno                       | Data             | Sede                | Avversario  | Punteggio | Esito     |
| ---- | --------------------------- | ---------------- | ------------------- | ----------- | --------- | --------- |
| 2010 | Gruppo I, 1º Turno          | 7-9 maggio       | Pretoria (ZAF)      | Finlandia   | 5–0       | Vittoria  |
| 2010 | Spareggi Gruppo Mondiale    | 17-19 settembre  | Stoccarda (DEU)     | Germania    | 0–5       | Sconfitta |
| 2011 | Gruppo I, 2º Turno          | 8-10 luglio      | Potchefstroom (ZAF) | Paesi Bassi | 3–1       | Vittoria  |
| 2011 | Spareggi Gruppo Mondiale    | 16-18 settembre  | Potchefstroom (ZAF) | Croazia     | 1–4       | Sconfitta |
| 2012 | Gruppo I, 2º Turno          | 6-8 aprile       | Johannesburg (ZAF)  | Slovenia    | 4–1       | Vittoria  |
| 2012 | Spareggi Gruppo Mondiale    | 14-16 settembre  | Montréal (CAN)      | Canada      | 1–4       | Sconfitta |
| 2013 | Gruppo I, 2º Turno          | 5-7 aprile       | Zielona Góra (POL)  | Polonia     | 1–3       | Sconfitta |
| 2013 | Gruppo I, Playoff 1º Turno  | 13-15 settembre  | Lubiana (SVN)       | Slovenia    | 1–4       | Sconfitta |
| 2013 | Gruppo I, Playoff 2º Turno  | 25-27 ottobre    | Mosca (RUS)         | Russia      | 0–5       | Sconfitta |
| 2014 | Gruppo II, 1º Turno         | 31 gen. - 2 feb. | Centurion (ZAF)     | Monaco      | 3–2       | Vittoria  |
| 2014 | Gruppo II, 2º Turno         | 4-6 aprile       | Centurion (ZAF)     | Lituania    | 2–3       | Sconfitta |
| 2015 | Gruppo II, 1º Turno         | 6-8 marzo        | Mersin (TUR)        | Turchia     | 2–3       | Sconfitta |
| 2015 | Gruppo II, Playoff 1º Turno | 17-19 luglio     | Centurion (ZAF)     | Irlanda     | 5–0       | Vittoria  |
| 2016 | Gruppo II, 1º Turno         | 4-6 marzo        | Centurion (ZAF)     | Lussemburgo | 5–0       | Vittoria  |
| 2016 | Gruppo II, 2º Turno         | 15-17 luglio     | Kaunas (LTU)        | Lituania    | 2–3       | Sconfitta |
| 2017 | Gruppo II, 1º Turno         | 3-5 febbraio     | Centurion (ZAF)     | Estonia     | 4–1       | Vittoria  |
| 2017 | Gruppo II, 2º Turno         | 7-9 aprile       | Centurion (ZAF)     | Slovenia    | 5–0       | Vittoria  |
| 2017 | Gruppo II, Playoff          | 15-17 settembre  | Aarhus (DNK)        | Danimarca   | 3–1       | Vittoria  |
| 2018 | Gruppo I, 1º Turno          | 2-3 febbraio     | Centurion (ZAF)     | Israele     | 2–3       | Sconfitta |
| 2018 | Gruppo I, Playoff 2º Turno  | 19-20 ottobre    | Lisbona (PRT)       | Portogallo  | 0–4       | Sconfitta |
| 2019 | Gruppo II, Playoff          | 13-14 settembre  | Centurion (ZAF)     | Bulgaria    | 4–1       | Vittoria  |

## Statistiche giocatori
Di seguito la classifica dei tennisti sudafricani con almeno una partecipazione in Coppa Davis, ordinati in base al numero di vittorie. In caso di parità si tiene conto del maggior numero di incontri disputati; in caso di ulteriore parità viene dato più valore agli incontri in singolare; come quarto e ultimo criterio viene considerata la data d'esordio. In grassetto quelli tuttora in attività.

Aggiornato alla Coppa Davis 2025 (Sudafrica-Nigeria 3-1).
| #  | Tennista           | Singolare | Doppio | Totale |
| -- | ------------------ | --------- | ------ | ------ |
| 1  | Wayne Ferreira     | 30-14     | 11-4   | 41-18  |
| 2  | Bob Hewitt         | 22-3      | 16-1   | 38-4   |
| 3  | Cliff Drysdale     | 32-12     | 3-2    | 35-14  |
| 4  | Frew McMillan      | 2-0       | 23-5   | 25-5   |
| 5  | Rik De Voest       | 18-16     | 9-3    | 27-19  |
| 6  | Abe Segal          | 10-8      | 14-5   | 24-13  |
| 7  | Keith Diepraam     | 12-9      | 8-3    | 20-12  |
| 8  | Gordon Forbes      | 11-9      | 9-2    | 20-11  |
| 9  | Wesley Moodie      | 14-5      | 4-2    | 18-7   |
| 10 | Vernon Kirby       | 9-7       | 7-1    | 16-8   |
| 11 | Raven Klaasen      | 3-1       | 13-6   | 16-7   |
| 12 | Lloyd Harris       | 14-6      | 1-1    | 15-7   |
| 13 | Patrick Spence     | 10-5      | 4-2    | 14-7   |
| 14 | Norman Farquharson | 4-7       | 9-3    | 13-10  |
| 15 | Ruan Roelofse      | 3-8       | 10-2   | 13-10  |
| 16 | Marcos Ondruska    | 12-9      | 1-0    | 13-9   |
| 17 | Philip Henning     | 8-6       | 5-0    | 13-6   |
| 18 | Eric Sturgess      | 10-2      | 3-3    | 13-5   |
| 19 | Jeff Coetzee       | 0-2       | 13-3   | 13-5   |
| 20 | Ray Moore          | 12-10     | 0-1    | 12-11  |
| 21 | Izak van der Merwe | 9-9       | 2-2    | 11-11  |
| 22 | Louis Raymond      | 5-8       | 5-3    | 10-11  |
| 23 | Fritz Wolmarans    | 6-2       | 4-0    | 10-2   |
| 24 | Eustace Fannin     | 6-5       | 3-2    | 9-7    |
| 25 | Kevin Anderson     | 8-1       | 1-0    | 9-1    |
| 26 | Bob Maud           | 8-2       | 0-0    | 8-2    |

| #  | Tennista              | Singolare | Doppio | Totale |
| -- | --------------------- | --------- | ------ | ------ |
| 27 | Christo van Rensburg  | 4-0       | 3-0    | 7-0    |
| 28 | Jack Condon           | 4-4       | 2-1    | 6-5    |
| 29 | Danie Visser          | 1-0       | 5-0    | 6-0    |
| 30 | Nicolaas Scholtz      | 5-8       | 0-1    | 5-9    |
| 31 | Ian Vermaak           | 3-6       | 2-1    | 5-7    |
| 32 | Tucker Vorster        | 5-2       | 0-1    | 5-3    |
| 33 | John-Laffnie de Jager | 0-0       | 5-1    | 5-1    |
| 34 | Christiaan Worst      | 0-0       | 5-0    | 5-0    |
| 35 | Neville Godwin        | 2-5       | 2-0    | 4-5    |
| 36 | Colin Robbins         | 4-4       | 0-0    | 4-4    |
| 37 | Albert Gaertner       | 1-1       | 3-1    | 4-2    |
| 38 | David Adams           | 0-0       | 4-2    | 4-2    |
| 39 | Devin Badenhorst      | 4-1       | 0-0    | 4-1    |
| 40 | Byron Bertram         | 2-5       | 1-1    | 3-6    |
| 41 | Piet Norval           | 0-1       | 3-3    | 3-4    |
| 42 | Julius Mayer          | 3-3       | 0-0    | 3-3    |
| 43 | Alec Beckley          | 0–2       | 3–0    | 3–2    |
| 44 | Chris Haggard         | 0-0       | 3-2    | 3-2    |
| 45 | Pat Cramer            | 2-1       | 1-0    | 3-1    |
| 46 | Robbie Koenig         | 0-0       | 3-0    | 3-0    |
| 47 | Bernie Mitton         | 1-7       | 1-0    | 2-7    |
| 48 | Justin Bower          | 2-5       | 0-0    | 2-5    |
| 49 | Trevor Fancutt        | 2-2       | 0-0    | 2-2    |
| 50 | Julian Lezard         | 1-1       | 1-1    | 2-2    |
| 51 | Dean O'Brien          | 0-2       | 2-0    | 2-2    |
| 52 | Charles Winslow       | 2-0       | 0-1    | 2-1    |
| 53 | Raymond Weedon        | 2-0       | 0-0    | 2-0    |
| 54 | Leo Matthysen         | 0-0       | 2-0    | 2-0    |
| 55 | Grant Stafford        | 0-7       | 1-0    | 1-7    |

| #  | Tennista                | Singolare | Doppio | Totale |
| -- | ----------------------- | --------- | ------ | ------ |
| 56 | Kris Van Wyk            | 1-4       | 0-0    | 1-4    |
| 57 | Jean Andersen           | 0-2       | 1-1    | 1-3    |
| 58 | Ellis Ferreira          | 0-0       | 1-3    | 1-3    |
| 59 | Sydney Levy             | 1-2       | 0-0    | 1-2    |
| 60 | David Nainkin           | 1-2       | 0-0    | 1-2    |
| 61 | Victor Gauntlett        | 1-1       | 0-1    | 1-2    |
| 62 | George Dodd             | 1-1       | 0-1    | 1-2    |
| 63 | Deon Joubert            | 0-1       | 1-0    | 1-1    |
| 64 | Gary Muller             | 0-0       | 1-1    | 1-1    |
| 65 | Bryan Woodroffe         | 0-0       | 1-0    | 1-0    |
| 66 | R. F. Le Sueur          | 0-2       | 0-1    | 0-3    |
| 67 | Gerald Sherwell         | 0-2       | 0-0    | 0-2    |
| 68 | Maxwell Bertram         | 0-2       | 0-0    | 0-2    |
| 69 | Gaetan Koenig           | 0-2       | 0-0    | 0-2    |
| 70 | Louis Vosloo            | 0-2       | 0-0    | 0-2    |
| 71 | Jacob Coenraad De Klerk | 0-2       | 0-0    | 0-2    |
| 72 | Ivie Richardson         | 0-1       | 0-0    | 0-1    |
| 73 | Lleyton Cronje          | 0-1       | 0-0    | 0-1    |
| 74 | Harold Aitken           | 0-0       | 0-1    | 0-1    |
| 75 | Leon Norgarb            | 0-0       | 0-1    | 0-1    |

## Andamento
La seguente tabella riflette l'andamento della squadra dal 1990 ad oggi. Le due colonne grigie indicano che la squadra non ha preso parte alla manifestazione in quegli anni.
| Pos.           | 90 | 91 | 92 | 93 | 94 | 95 | 96 | 97 | 98 | 99 | 00 | 01 | 02 | 03 | 04 | 05 | 06 | 07 | 08 | 09 | 10 | 11 | 12 | 13 | 14 | 15 | 16 | 17 | 18 | 19 |
| -------------- | -- | -- | -- | -- | -- | -- | -- | -- | -- | -- | -- | -- | -- | -- | -- | -- | -- | -- | -- | -- | -- | -- | -- | -- | -- | -- | -- | -- | -- | -- |
| Campione       |    |    |    |    |    |    |    |    |    |    |    |    |    |    |    |    |    |    |    |    |    |    |    |    |    |    |    |    |    |    |
| Finalista      |    |    |    |    |    |    |    |    |    |    |    |    |    |    |    |    |    |    |    |    |    |    |    |    |    |    |    |    |    |    |
| SF             |    |    |    |    |    |    |    |    |    |    |    |    |    |    |    |    |    |    |    |    |    |    |    |    |    |    |    |    |    |    |
| QF             |    |    |    |    |    |    |    |    |    |    |    |    |    |    |    |    |    |    |    |    |    |    |    |    |    |    |    |    |    |    |
| OF             |    |    |    |    |    |    |    |    |    |    |    |    |    |    |    |    |    |    |    |    |    |    |    |    |    |    |    |    |    |    |
| Qualificazioni | x  | x  | x  | x  | x  | x  | x  | x  | x  | x  | x  | x  | x  | x  | x  | x  | x  | x  | x  | x  | x  | x  | x  | x  | x  | x  | x  | x  | x  |    |
| Gruppo I       |    |    |    |    |    |    |    |    |    |    |    |    |    |    |    |    |    |    |    |    |    |    |    |    |    |    |    |    |    |    |
| Gruppo II      |    |    |    |    |    |    |    |    |    |    |    |    |    |    |    |    |    |    |    |    |    |    |    |    |    |    |    |    |    |    |
| Gruppo III     | x  | x  |    |    |    |    |    |    |    |    |    |    |    |    |    |    |    |    |    |    |    |    |    |    |    |    |    |    |    |    |
| Gruppo IV      | x  | x  | x  | x  | x  | x  | x  |    |    |    |    |    |    | x  |    |    |    |    |    |    | x  | x  | x  | x  | x  | x  | x  | x  | x  |    |

Legenda
- Campione: La squadra ha conquistato la Coppa Davis.
- Finalista: La squadra ha disputato e perso la finale.
- SF: La squadra è stata sconfitta in semifinale.
- QF: La squadra è stata sconfitta nei quarti di finale.
- OF: La squadra è stata sconfitta negli ottavi di finale (1º turno). Dal 2019 sostituito dal Round Robin.
- Qualificazioni: La squadra è stata sconfitta al turno di qualificazione. Istituito nel 2019.
- Gruppo I: La squadra ha partecipato al Gruppo I della propria zona di appartenenza.
- Gruppo II: La squadra ha partecipato al Gruppo II della propria zona di appartenenza.
- Gruppo III: La squadra ha partecipato al Gruppo III della propria zona di appartenenza.
- Gruppo IV: La squadra ha partecipato al Gruppo IV della propria zona di appartenenza.
- x: Ove presente, la x indica che in quel determinato anno, il Gruppo in questione non è esistito nella zona geografica di appartenenza della squadra.